# Vinko Zaninović
Vinko Zaninović (* 6. November 1987 in  Zadar) ist ein kroatischer Cyclocross- und Straßenradrennfahrer.
Vinko Zaninović wurde 2005 in der Juniorenklasse kroatischer Meister sowohl im Einzelzeitfahren als auch im Straßenrennen. In der Saison 2007 wurde er in der Stadt Pula nationaler Meister im Cyclocross der U23-Klasse. Ein Jahr später belegte er dort den zweiten Platz hinter Luka Grubić. 2010 und 2011 fuhr Zaninović für das kroatische Continental Team Loborika. In seinem ersten Jahr dort wurde er Dritter bei der Trofej UČKA.

## Erfolge
2005
- Kroatischer Meister – Einzelzeitfahren (Junioren)
- Kroatischer Meister – Straßenrennen (Junioren)

2007
- Kroatischer Meister – Cyclocross (U23)

## Teams
- 2010 Loborika
- 2011 Loborika Favorit Team